# تيم اندروز
تيم اندروز (بالإنجليزية: Tim Andrews)‏ هو سائق سباق أمريكي، ولد في 15 يناير 1983 في موريسفيل في الولايات المتحدة.

## وصلات خارجية
- تيم اندروز على موقع Racing-Reference.info (الإنجليزية)